# Megágono
Un megágono o 1 000 000-gono es un polígono con 1 millón de lados (mega, del griego μέγας megas, que significa "grande"). El lado del megágono inscrito en la circunferencia que define el ecuador terrestre tiene una longitud ligeramente superior a 40 m.

## Megágono regular
Un megágono regular está representado por el símbolo de Schläfli {1000000} y se puede construir como un truncamiento de un 500000-gono, t{500000}; un truncamiento doble de un 250000-gono, tt{250000}; un truncamiento triple de un 125000-gono, ttt{125000}; un truncamiento cuádruple de un 62500-gono, tttt{62500}; un truncamiento quíntuple de un 31250-gono, ttttt{31250}; o como un truncamiento séxtuple de un 15625-gono, tttttt{15625}.
Un megágono regular tiene un ángulo interior de 179,99964°.
El área de un megágono regular con lados de longitud a viene dada por
{\displaystyle A=250000\ a^{2}\cot {\frac {\pi }{1000000}}.}
El perímetro de un megágono regular inscrito en una circunferencia unidad es:
{\displaystyle P=2000000\ \sin {\frac {\pi }{1000000}},}
que está muy cerca del número π. De hecho, para un círculo del tamaño del ecuador de la Tierra, con un perímetro de 40.075 kilómetros, la arista del correspondiente megágono inscrito en dicho círculo mediría un poco más de 40 metros de largo. La diferencia entre el perímetro del megágono inscrito y la circunferencia es de menos de 1/16 milímetros.
Dado que 1000000 = 26×56, el número de lados no es un producto de números de Fermat distintos y una potencia de dos. Por lo tanto, el megágono regular no es un polígono construible con regla y compás. De hecho, ni siquiera se puede construir con el uso del método neusis o mediante un trisector de ángulo, ya que el número de lados no es un producto de números primos de Pierpont distintos, ni un producto de potencias de dos y de tres.

## Aplicación filosófica
Al igual que el ejemplo del chiliágono utilizado por René Descartes, el polígono de un millón de lados se ha utilizado como una ilustración de un concepto bien definido que no se puede visualizar.
El megágono también se usa como una ilustración de la convergencia de polígonos regulares en un círculo.

## Simetría
El megágono regular posee simetría diedral Dih1000000, de orden 2000000, representada por 1000000 ejes de simetría. Dih1000000 tiene 48 subgrupos diedros:
(Dih500000, Dih250000, Dih125000, Dih62500, Dih31250, Dih15625), (Dih200000, Dih100000, Dih50000, Dih25000, Dih12500, Dih6250, Dih3125), (Dih40000, Dih20000, Dih10000, Dih5000, Dih2500, Dih1250, Dih625 ), (Dih8000, Dih4000, Dih2000, Dih1000, Dih500, Dih250, Dih125, Dih1600, Dih800, Dih400, Dih200, Dih100, Dih50, Dih25), (Dih320, Dih160, Dih80, Dih40, Dih20, Dih10, Dih5), y (Dih64, Dih32, Dih16, Dih8, Dih4, Dih2, Dih1).
También tiene 49 simetrías cíclicas más como subgrupos:
(Z1000000, Z500000, Z250000, Z125000, Z62500, Z31250, Z15625), (Z200000, Z100000, Z50000, Z25000, Z12500, Z6250, Z3125), (Z40000, Z20000, Z10000, Z5000, Z2500, Z1250, Z625), (Z8000, Z4000, Z2000, Z1000, Z500, Z250, Z125),(Z1600, Z800, Z400, Z200, Z100, Z50, Z25), (Z320, Z160, Z80, Z40, Z20, Z10, Z5), y (Z64, Z32, Z16, Z8, Z4, Z2, Z1), con Zn representando la simetría rotacional de π/n radianes.
John Conway etiquetó estas simetrías inferiores con una letra y el orden de la simetría sigue a la letra. r2000000 representa la simetría total y a1 denota la ausencia de simetría. Conway utiliza la letra d (diagonal) para los ejes de simetría a través de vértices, p para los ejes de simetría a través de los lados (perpendiculares), i para los ejes de simetría a través de vértices y lados, y g para la simetría rotacional.
Estas simetrías más bajas permiten grados de libertad para definir megágonos irregulares. Solo el subgrupo g1000000 no tiene grados de libertad, pudiendo verse como un grafo dirigido.

## Megagrama
Un megagrama es un estrella de un millón de lados. Existen 199.999 formas regulares dadas por símbolos de Schläfli de la forma {1000000/n}, donde n es un número entero entre 2 y 500.000 que es coprimo con respecto a 1.000.000. También hay 300.000 estrellas regulares en los casos restantes.